# Snowy River Way
Der Snowy River Way ist eine Verbindungsstraße im Südosten des australischen Bundesstaates New South Wales. Sie verbindet die den Barry Way südlich von Jindabyne mit der Monaro Highway östlich von Jincumbilly.

## Verlauf
Die Straße zweigt ca. 4 km südlich von Jindabyne vom Barry Way nach Südosten ab und quert den Mowamba River. Sie führt durch die Siedlung Beloka und wendet sich nach Nordosten. Bei Dalgety überquert sie den Snowy River und biegt dann wieder nach Südosten ab.
Durch Maffra und Jincumbilly setzt sie ihren Weg fort und erreicht schließlich 5 km südöstlich von Jincumbilly den Monaro Highway (R23).

## Straßenzustand
Vom Abzweig von der Barry Road bis nach Dalgety ist der Snowy River Way zweispurig ausgebaut und asphaltiert, aber schmal. In Dalgety wird die Straße breiter, geht aber 11 km nach Maffra in einen unbefestigten Weg über. Nach 22 km gibt es ab Jincumbilly wieder eine Asphaltdecke.